# 沢賀名
沢賀 名（さわが めい、1979年2月15日 - ）は、日本の元AV女優、元風俗嬢。篠原真帆の名義でも作品を出している。

## 略歴・人物
千葉県出身。1999年頃にAVデビュー。身長:152cm。スリーサイズ:B80・W54・H79。趣味は料理、酒、パチンコ、ダーツ。「沢賀名」という芸名は、撮影現場で「騒がない！」と注意されたことが由来。

## 出演作品

### アダルトビデオ
1999年
- 淫獣姉妹 ～快楽に溺れた女教師と女子大生～（3月27日、アートビデオ）

2000年
- 麗奴（1月22日、グラフィティジャパン）
- 禁断の花園（3月5日、ハムレット）
- SEXの匂い漂う レズアパート生活（4月25日、FAプロ）
- 濃厚接吻 8（11月28日、アロマ企画）
- 僕をオモチャにしてください。(12月1日、アロマ企画)

2001年
- 淫語娘 [痴女淫語&マゾ淫語]（3月9日、アロマ企画）
- 体内調理 ビストロ・ストマック（5月16日、アロマ企画）
- 私とレズ、ディープチュ～しませんか?（6月8日、アロマ企画）
- 女が激しく振って、ペニバンで男のアナルを犯しているのに興味がある方々へ（6月20日、ハムレット）
- 痴女行為の虜になった私たち 5（7月7日、ハムレット）
- 銀行強盗監禁レイプ ～戦後最悪の立て籠り事件～（7月19日、ハムレット）
- 初めてのDeep kiss 番外編 接吻コンテスト VOL.1（9月7日、ハムレット）
- 接吻ゼミナール（9月20日、ディープス）
- 綺麗なお姉さんもアブノーマル 2（9月24日、V&Rプランニング）
- せんずり女（10月23日、アロマ企画）
- 昭和エロチシズム　行水・蚊帳・風呂・寝巻（10月25日、FAプロ）
- 女ハ男ヲ目デ犯ス。 20th（11月9日、ワープエンタテインメント）
- 暴行 女体狩り三昧（11月15日、ネクストイレブン）
- nude show（12月14日、メディアバンク）

2002年
- 素人いじくりビデオ カップルKiss（1月20日、SODクリエイト）
- SODが引っ越した!そこに監督さん達が全裸の女優さんを連れてきてくれました!?（1月20日、SODクリエイト）
- レズれ! 7（2月8日、SODクリエイト）
- 初めてのディープキス 14 DK初・地方出張in大阪 浪花の純情娘レズキス「むっちゃ緊張するわぁ」（4月9日、SODクリエイト）
- AV女優肉体改造しごき（5月4日、SODクリエイト）
- 綺麗なお姉さんなのに…（6月21日、V&Rプランニング）
- ロリータ監禁レズ（7月19日、SODクリエイト）[1]

2004年
- ヘンリー塚本の世界 リアルエロ本集（1月25日、FAプロ）

2007年
- SEX48手 キッスオブファイヤー（7月4日、FAプロ）

篠原真帆 名義
- 「ここにいてね！」（グローバルステーション）

発売日不明
- セルフィシュ（AVL）
- 痴女の宅急便（幻映舎）
- ハレンチセーラーズ（ループ）
- 愛しのキャンペーンガール 4（グローリークエスト）
- 女子高生のいけない性白書（原宿クラブ）
- みるきぃHiスクール No.14（みるきぃぷりん♪）
- Blue Ribbon
- 乙女通信（パル）
- 戸惑いの肢体（ピアサイトフィルム）
- 緊縛M調教（愛募）
- まん毛鏡（幻映舎）
- 姦の逆襲・4（U&K）
- 女子校生れず 先輩と私 18（U&K）
- 初体験物語 処女喪失がいっぱい（FAプロ）
- 興奮!野外性行為 公園の中の淫らなSEX（FAプロ）
- ネコのやわ肌 タチの白い乳房（FAプロ）
- 天保連続婦女暴行魔（FAプロ）

他

### ピンク映画
- 人妻の秘密 覗き覗かれ（2004年9月公開、オーピー映画）